# DJ Aligator
DJ Aligator, właśc. Ali Movasat (per. علی مواساط, ur. 10 marca 1975 w Teheranie) – irańsko–duński muzyk.
Przez większość swojego życia mieszkał w Danii, gdzie studiował rytmikę w konserwatorium muzycznym. Osiedlił się w Szwecji, gdzie ma prywatne studio nagrań.

## Dyskografia

### Albumy
- Payback Time (2000)[2]
- The Sound of Scandinavia (2002)[3], album sprzedany w ponad 2 milionach kopii[1]
- Music is My Language (2006)[4]
- Kiss My B-ass (2009)[5]

### Single
- "Doggy Style" (2000)[6]
- "Lollipop" (2000)[7]
- "The Whistle Song" (2000)[8]
- "Turn Up the Music" (2000)[9]
- "Temple of India" (2001)[10]
- "Mosquito" (2002)[11]
- "Stomp!" (2002)[12]
- "Davaj Davaj" (współpraca z MC Vspishkinem) (2004)[13]
- "Music Is My Language" (feat. Arash) (2005)[14]
- "Protect Your Ears" (2005)[15]
- "Countdown" (2005)[16]
- "Meet Her at the Loveparade 2007" (2007)[17]
- "Kaos" (2008)[18]
- "Calling You" (2009)[19]
- "Shine" (współpraca z Heidim Degn) (2009)[20]
- ''Trash The Club'' (feat. Al Agami)
- "The Perfect Match" (feat. Daniel Kandi) (2012)
- ''Be With You'' (feat. Sarah West) (2013)

## Współpraca z innymi artystami
DJ Aligator współpracował m.in. z Arashem przy singlu "Music Is My Language". Przy singlu "The Whistle Song" pomagał duński producent Holger Lagerfeldt. Nagrał singiel i teledysk z irańskim artystą Bijanem Mortazavi pt. "Never Forget", który jest m.in. na temat globalnego ocieplenia.

## Nagrody i wyróżnienia[1]
- Rosyjska nagroda Music Awards
- Duńska nagroda Danish Music Awards
- Nominacja w MTV Europe Music Awards